# Gunhilde van Wessex (dochter van Godwin)
Gunhilde van Wessex, ook Gunhilda, Gunildis (ca. 1036 – Brugge, 24 augustus 1087) was een dochter van Godwin van Wessex en Gytha Thorkelsdóttir. Ook was ze een jongere zus van koning Harold II van Engeland. 
De adellijke Gunhilde bezat de domeinen van Criche en Hardintone in Somersetshire. Vermoedelijk vergezelde ze haar ouders en haar broers toen vader Godwin in ongenade viel en in 1051-1052 zijn toevlucht zocht in Brugge onder de bescherming van graaf Boudewijn V van Vlaanderen. Dankzij de verzoening van Godwin met koning Eduard de Belijder konden ze terugkeren. 
Na de nederlaag van haar koninklijke broer Harold in de Slag bij Hastings vluchtte ze in 1066 met haar moeder Gytha per schip uit Exeter naar het eiland Flat Holm en vandaar naar Saint-Omer. Vervolgens leefde ze enkele jaren in Brugge en Denemarken, om zich uiteindelijk te vestigen in Brugge. Ze schonk kostbare relikwieën aan de Sint-Donaaskerk, waaronder de mantel van de heilige Brigitta van Kildare. Na een ascetisch leven werd ze er ook begraven. Haar dood werd door de kanunniken van de Sint-Donaaskerk gedacht met een jaarmis. 
Geruime tijd later werd ook een grafmonument opgericht in de kerk, waarvan de inscriptie haar leven door elkaar haalde met dat van twee andere Gunhildes (de dochter en de nicht van Knoet de Grote). Veel van haar biografische gegevens zijn bekend dankzij de Latijnse tekst op een kleine loden gedenkplaat die in 1786 is teruggevonden in haar doodskist in het voormalige Sint-Donaasklooster. Ze wordt bewaard in de Sint-Salvatorskathedraal in Brugge. 